# Háifoss
Der Wasserfall Háifoss liegt in der Nähe der Hekla in Island. Der Fluss Fossá í Þjórsárdal, ein Nebenfluss der Þjórsá, stürzt hier über eine steile Stufe von 122 m in die Tiefe. Es handelt sich nach dem Morsárfoss und Glymur um den dritthöchsten Wasserfall Islands.
Man kann von dem historischen Hof Stöng durch das Tal der Fossá in fünf oder sechs Stunden (Hin- und Rückweg) zu dem Wasserfall wandern. Der Weg ist nur teilweise erkennbar, teilweise muss man unten im Flussbett gehen.
Oberhalb des Wasserfalls gibt es auch einen Parkplatz, so dass man die Tour auch in umgekehrter Richtung durchführen kann. Der 101 Meter hohe Granni liegt weniger als 250 Meter vom Háifoss entfernt und wird ebenfalls vom  Fossá í Þjórsárdal gespeist, welcher sich zuvor in zwei Arme teilt. Granni ist isländisch und bedeutet Nachbar.

## Bilder

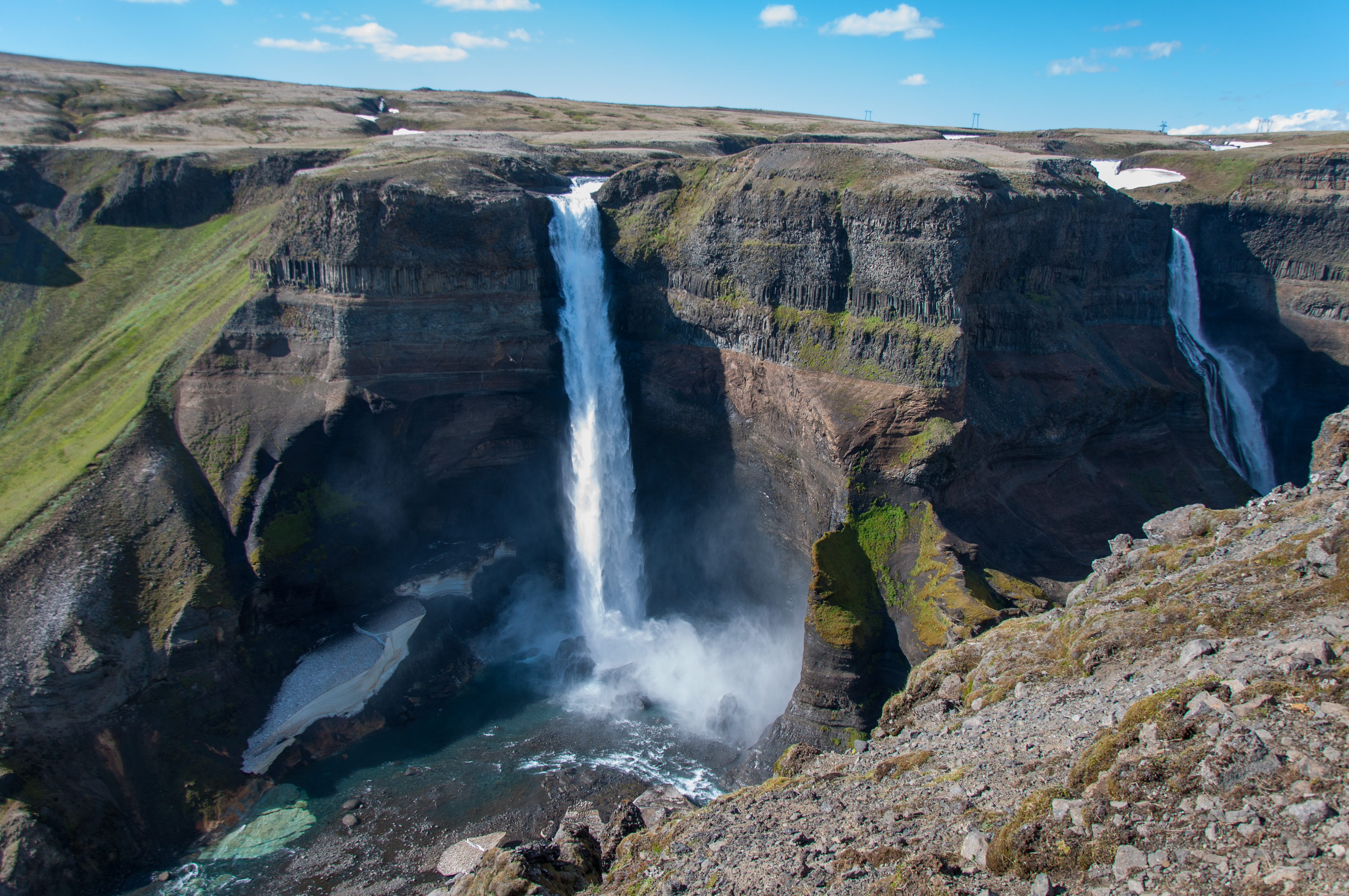
Háifoss und Granni
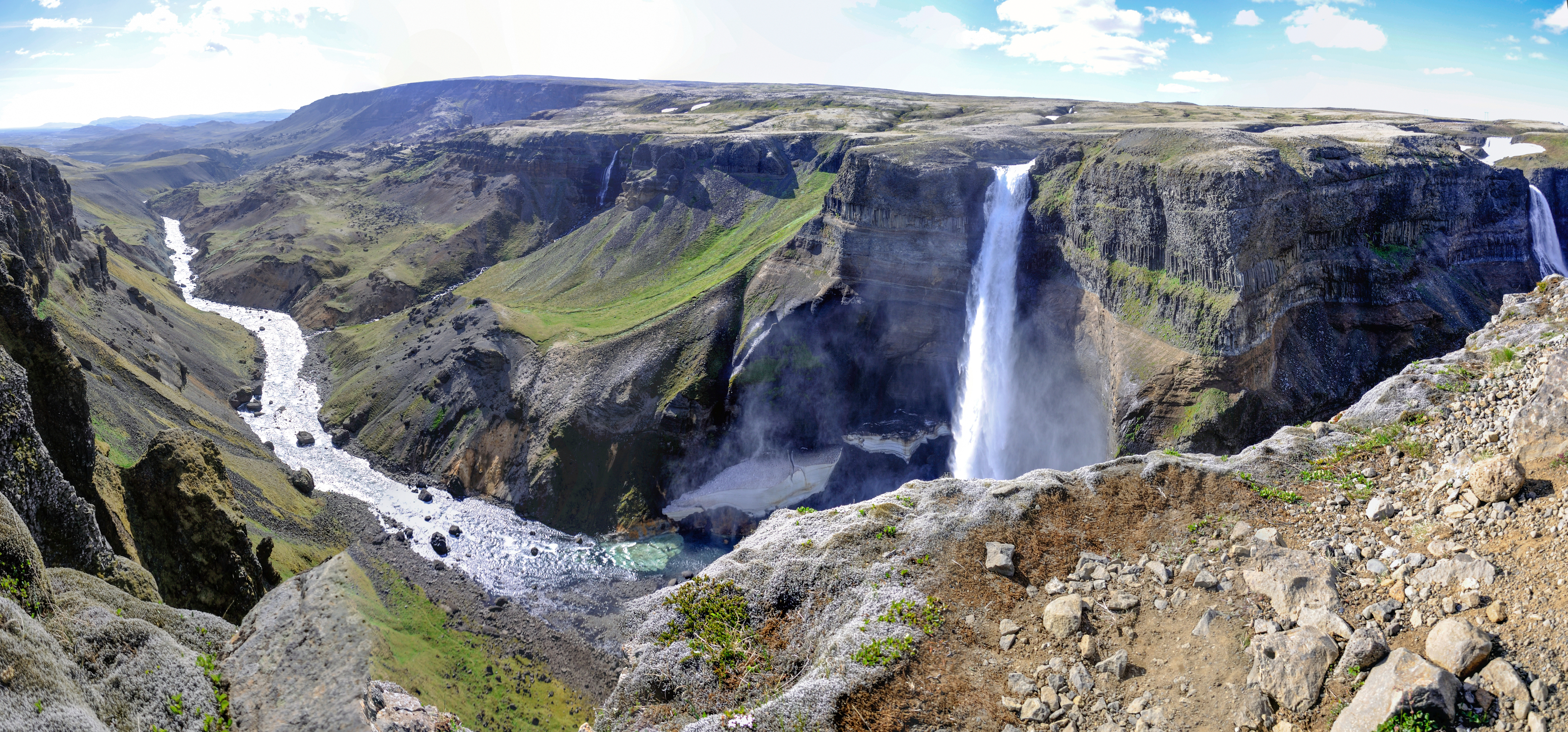
Fossá í Þjórsárdal unterhalb der Wasserfälle